# Sontheim (Bavière)
Pour les articles homonymes, voir Sontheim.
Sontheim est une commune de Bavière (Allemagne), située dans l'arrondissement d'Unterallgäu, dans le district de Souabe.

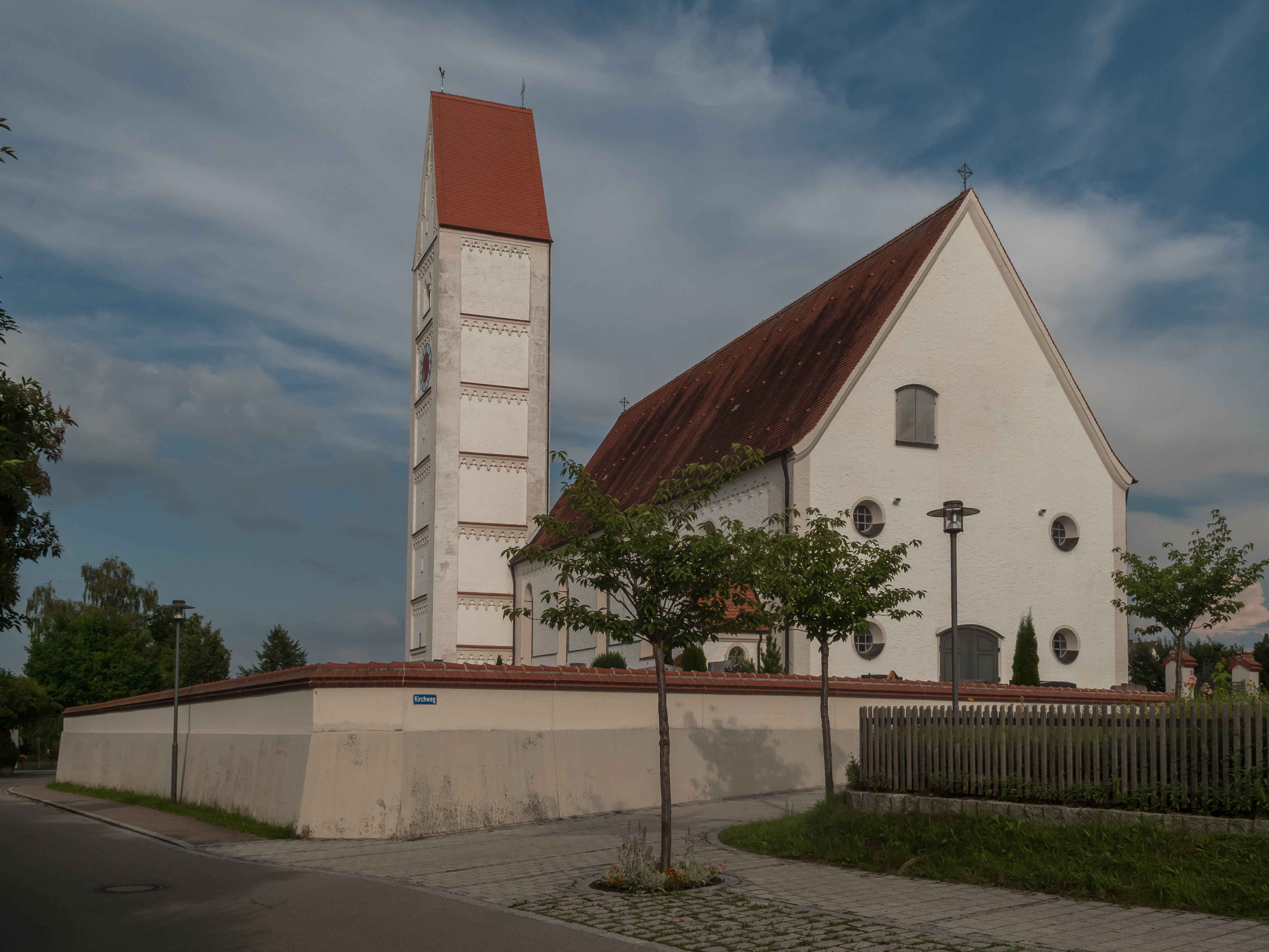
Église: die katholische Pfarrkirche Sankt Martin

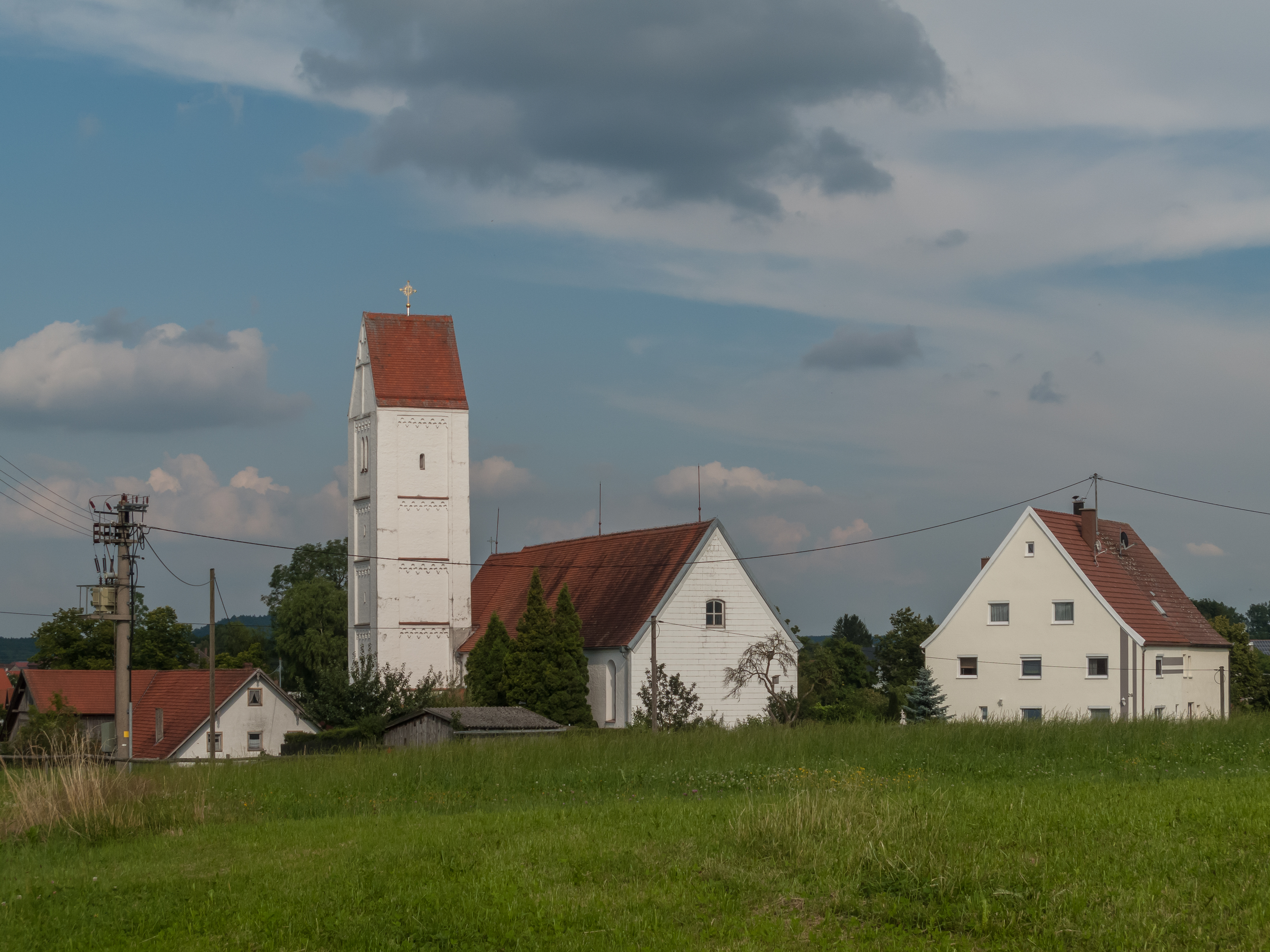
Église: die katholische Pfarrkirche Sankt Andreas und Wohnhaus